# Magnús Óláfsson
Magnús Óláfsson (en vieux norrois : parfois considéré comme Magnus III de Man) est le dernier roi reconnu de l'île de Man de 1252 à 1265.

## Biographie
Frère de Harald Ier, il monte sur le trône de Man après que celui-ci fut occupé par des parents rivaux, non issus directement de la lignée royale. Il est fait chevalier par Henri III d'Angleterre en 1253 et reconnu l'année suivante par Håkon IV de Norvège.
Après la mort de Magnus, le 24 novembre 1265, la dynastie scandinavo-mannoise s'éteignit et l'île fut soumise à la domination écossaise selon les termes du Traité de Perth signé le 2 juillet 1266 entre les deux pays

## Rex Manniae et Insularum(Roi de Man et des Îles)
Après 1217, la souveraineté de la Norvège devint une réalité et cette puissance scandinave se heurta à l'Écosse, une autre puissance émergente. En 1261, Alexandre III d'Écosse envoya des émissaires en Norvège afin de négocier la cession des îles (île de Man, Hébrides et Orcades) mais leurs efforts furent sans résultat. Il ouvrit donc les hostilités qui se terminèrent par une victoire norvégienne sur le plan tactique, mais écossaise d'un point de vue stratégique (bataille de Largs, 1263). Les Norvégiens, ne pouvant parachever leur victoire, durent mettre un terme à cette campagne. La mort du souverain scandinave Håkon, dans les Orcades, deux mois plus tard, provoqua l'arrivée de son fils Magnus VI sur le trône et la signature du traité de Perth (1266). Ce traité céda les îles (dont l'île de Man) à l'Écosse contre la somme de quatre mille marks (on disait "merks" en Écosse), et un loyer annuel de cent marks.
Mais la domination écossaise sur Man ne fut solidement établie qu'à partir de 1275, lorsque le fils de Magnus III de Man, Godred VI, fut vaincu à la bataille du Ronaldsway, près de Castletown et l'île de Man retourna de nouveau à l'Écosse.

## Postérité
Magnus III de man avait épousé Marie d'Argyll, une fille de Ewen MacDougall, seigneur des Îles dont :
- Godfred Magnuson de Man